# Suore cappuccine di Madre Rubatto
Le Suore Cappuccine di Madre Rubatto sono un istituto religioso femminile di diritto pontificio: i membri di questa congregazione, dette anche Cappuccine di Loano, pospongono al loro nome la sigla S.C.M.R.

## Storia
L'istituto fu fondato da Maria Francesca di Gesù, al secolo Anna Maria Rubatto (1844-1904), il 23 gennaio del 1885 a Loano.
La congregazione è stata aggregata all'ordine dei frati minori cappuccini il 10 giugno del 1909. Ha ottenuto il pontificio decreto di lode il 5 dicembre del 1910 ed è stata approvata definitivamente dalla Santa Sede il 27 maggio del 1916.
La fondatrice è stata beatificata nel 1993 e canonizzata nel 2022.

## Attività e diffusione
Le religiose si dedicano all'insegnamento, all'attività catechistica e all'assistenza agli ammalati.
Oltre che in Italia, le Cappuccine di Madre Rubatto sono presenti in Argentina, Brasile, Camerun, Eritrea Etiopia, Kenya, Malawi, Perù Uruguay. La sede generalizia è a Roma.
Al 31 dicembre 2015 l'istituto contava 371 religiose in 59 case.